# Öland

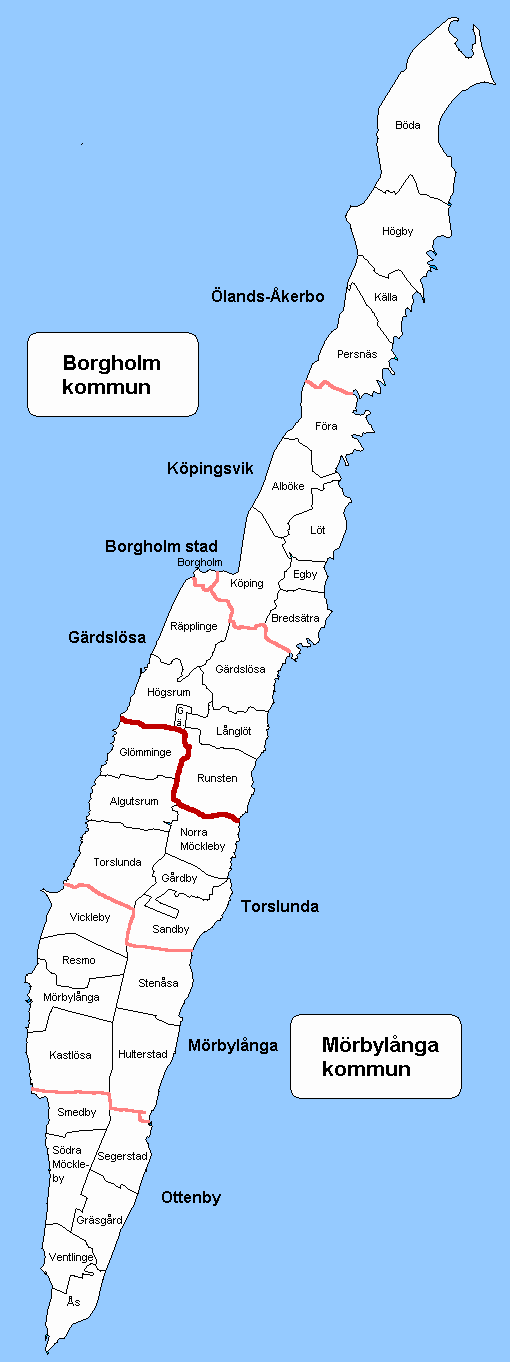
Verwaltungsgliederung Ölands mit zwei heutigen Gemeinden, Gemeinden von 1952 bis 1971 und Kirchspielen

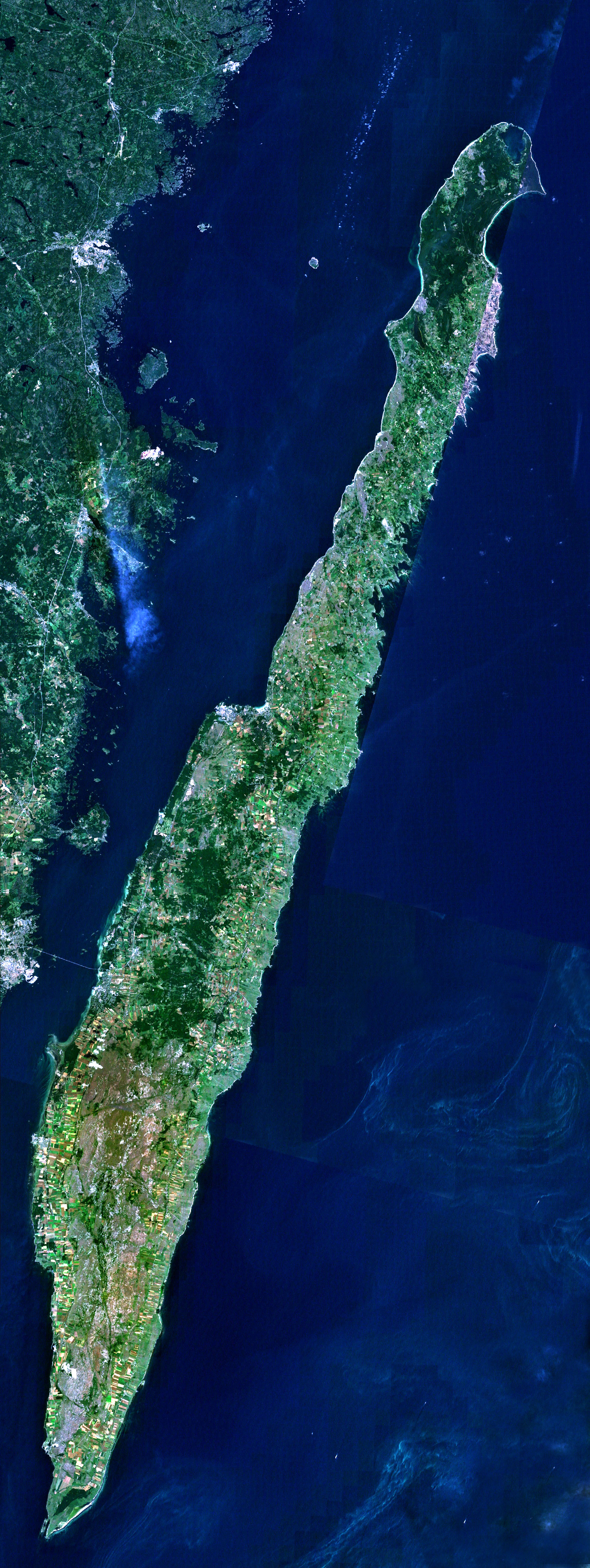
Satellitenbild

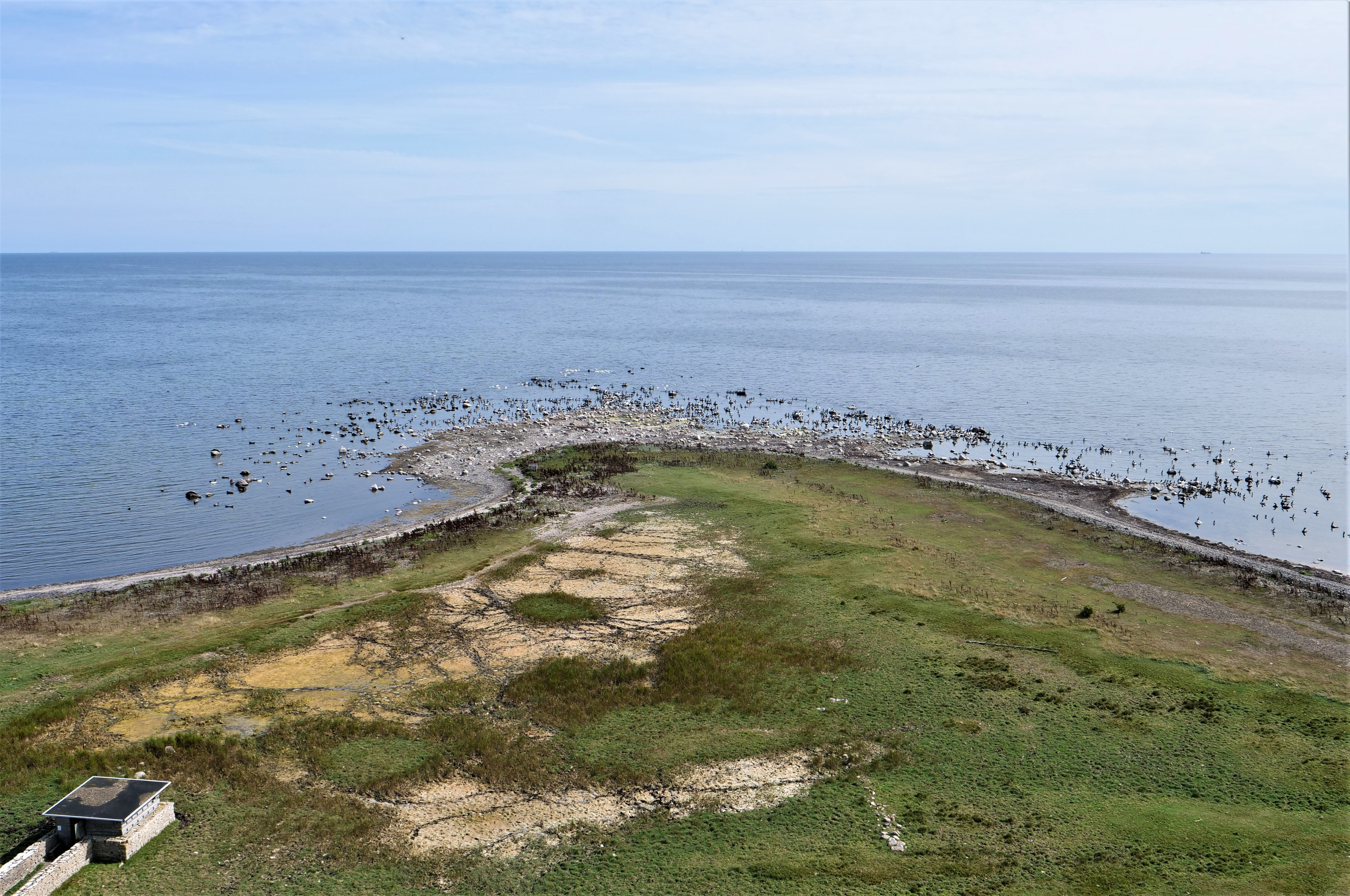
Blick vom Leuchtturm Långe Jan auf Ölands Südspitze

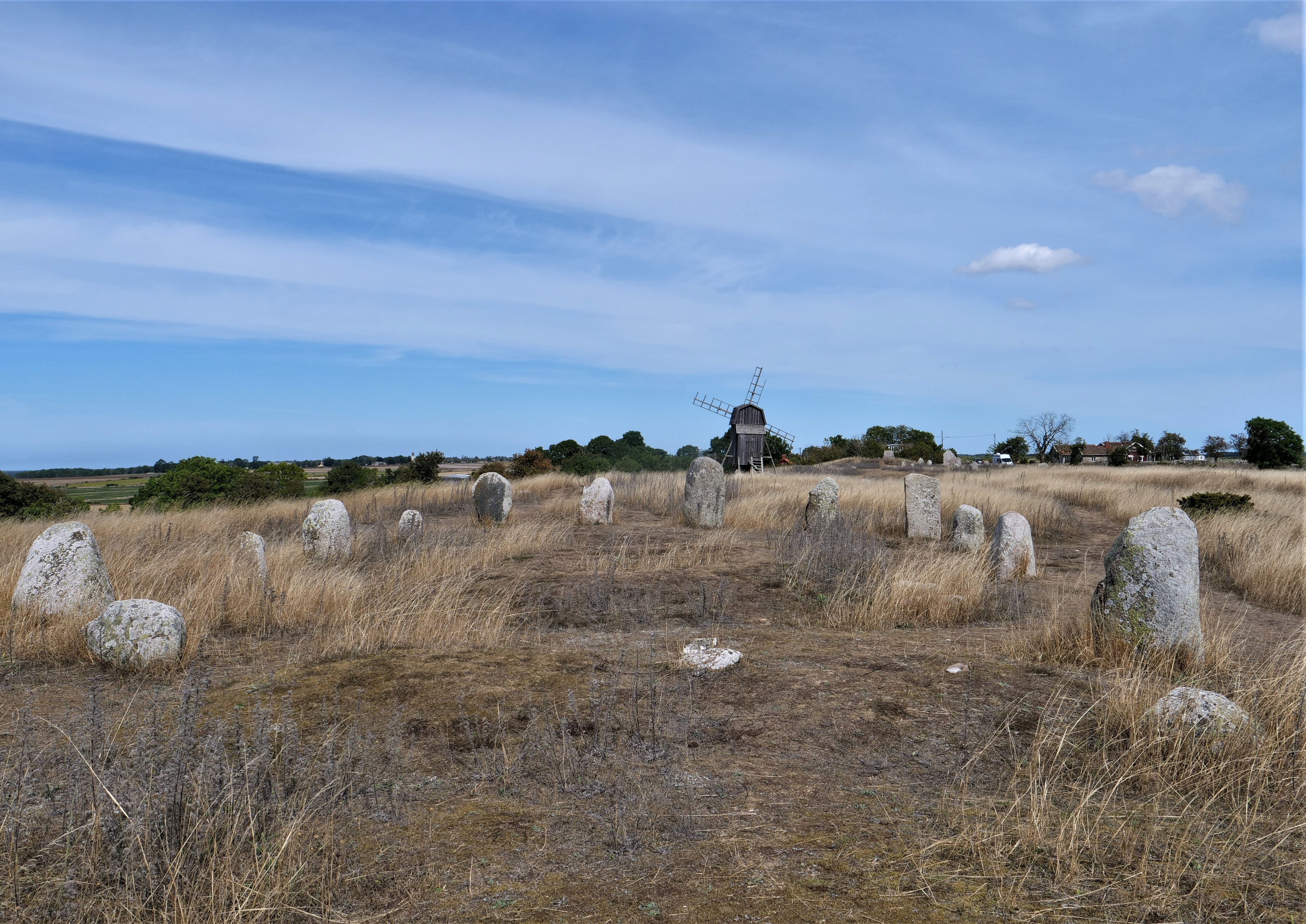
Gräberfeld bei Gettlinge: die Schiffssetzung

Öland ist eine schwedische Ostseeinsel in der heutigen Provinz Kalmar län. Mit 137 km Länge und einer maximalen Breite von 16 km besitzt sie eine Fläche von etwa 1347 km². Öland ist damit (nach Gotland) die zweitgrößte Insel Schwedens und zugleich die kleinste historische Provinz des Landes. Sie gliedert sich in die Gemeinde Borgholm im Norden und Mörbylånga im Süden.
Die Insel ist seit 1972 mit der auf dem Festland gelegenen Stadt Kalmar durch die sechs Kilometer lange Ölandbrücke verbunden.

## Geographie
Öland ist eine Hochebene mit einer höchsten Erhebung von 57 m über Meereshöhe (Galgbacken). Die Hochfläche fällt nach Osten ab, während sie zur Westküste hin Terrassen bildet. Oberflächengesteine sind Sandstein, Schiefer und Kalkstein. Da die Erdschicht aufgrund von Erosion nur dünn ist, bestehen große Teile der Insel – vor allem im Süden – aus einer Karst- und Heidelandschaft (Stora Alvaret) mit entsprechender Fauna. Im Norden zeigen die Raukar von Byrum an, dass die Insel aus dem Meer aufstieg.
Die Pflanzenwelt auf Öland wird durch den Karstuntergrund (vergl. Burren) und das Klima bestimmt. Kleinwüchsige Bäume und Sträucher bestimmen das Bild der ariden Zone. Typisch für Öland sind die Windmühlen. Von ehemals 2000 Windmühlen sind noch 400 erhalten. Der Süden der Insel wurde als Agrarlandschaft Südölands zum Weltkulturerbe erklärt. Heute ist Öland eine vielbesuchte Ferieninsel.
Zwischen dem Festland und der Insel liegt mitten im Kalmarsund die als Nationalpark geschützte Granitinsel Blå Jungfrun (deutsch Blaue Jungfrau). Auf Blå Jungfrun befinden sich größere und kleinere Feuchtgebiete. Entlang der der Ostsee zugewandten Küste zieht sich der Ancyluswall, an dessen Westflanke mehrere Sümpfe liegen.
Größere Orte auf Öland sind Borgholm, Färjestaden, Köpingsvik und Mörbylånga, welche alle am Kalmarsund liegen. Entlang der Westküste führt die Landstraße 136, die die Nord- und die Südspitze der Insel verbindet.

## Vorgeschichte und Geschichte

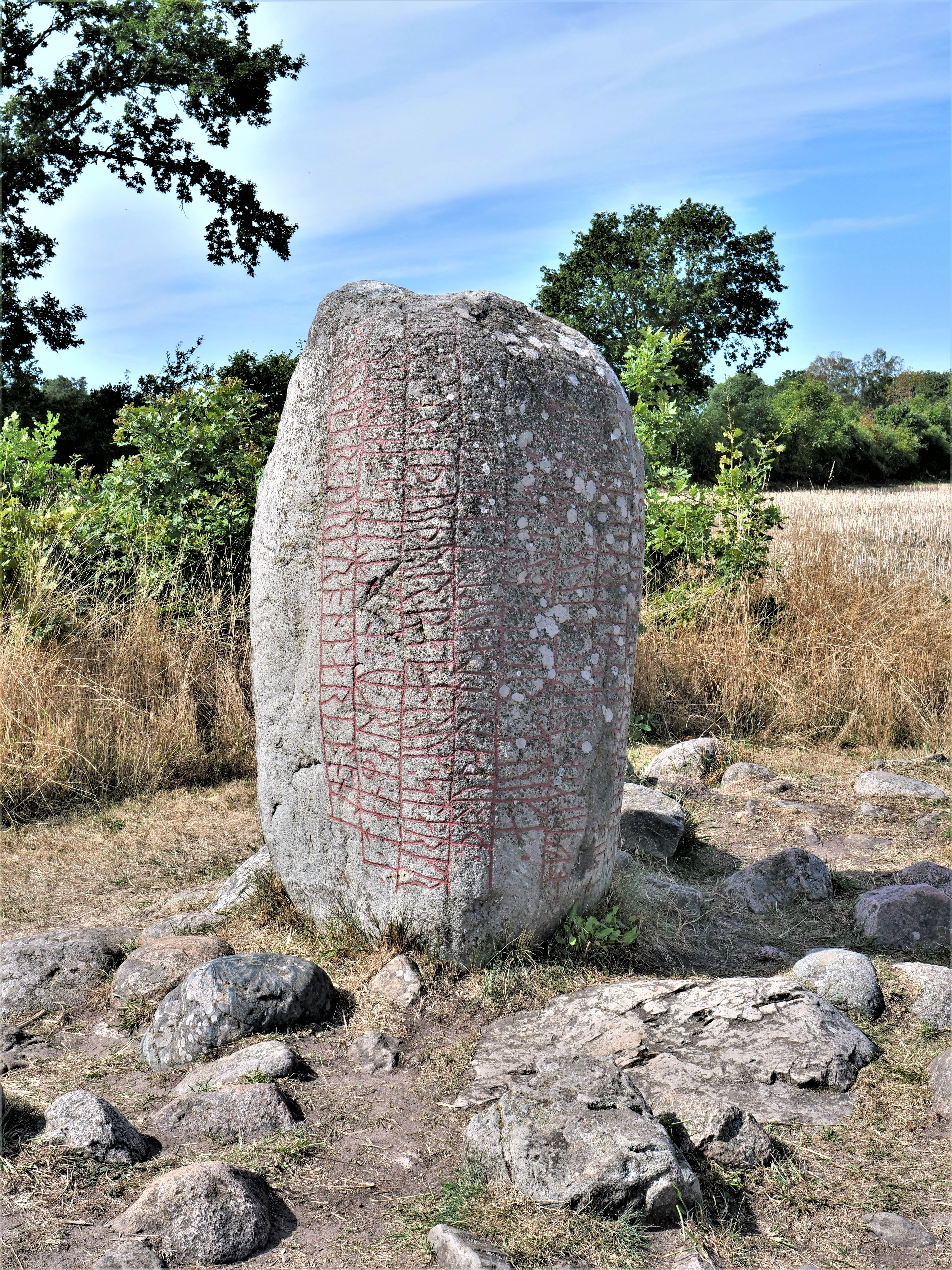
Karlevistein

Öland, die Insel der Steinmonumente, wurde ab 7000 v. Chr. von Wildbeutern bewohnt (zuvor lag es lange unter dem Meeresspiegel). In der Jungsteinzeit wurde es etwa um 4000 v. Chr. von Ackerbauern besiedelt. Öland hat aus dieser Zeit ein isoliertes Vorkommen von vier Ganggräbern, die in der Kirchengemeinde Resmo liegen. Über 13.000 archäologische Fundstätten und unzählige Lesefunde zeugen von Ölands Geschichte bis ins Mittelalter. Während der Bronzezeit zwischen 1500 und 500 v. Chr. gewann der Handel an Bedeutung. Felle und Häute wurden gegen Metallgegenstände getauscht. In dieser Zeit wurden große Hügelgräber angelegt, darunter der Blå rör, der größte der etwa 100 Tumuli auf der Insel. Auch Menhire, zum Teil auf Grabfeldern (Gettlinge, Mysinge oder Seby und die Tingstad und Odens Flisor), sind anzutreffen. Schiffssetzungen (Gettlinge) und Treuddar (Vi alvar, Resmo, Segerstad) sind hingegen selten.
Aus der Zeit zwischen 400 und 550 n. Chr. stammen die großen Burganlagen wie die Gråborg, Ismantorp und Eketorp. Insgesamt wurden die Reste von 16 Burgen auf Öland gefunden. Unter den Runensteinen ragen der Karlevistein, der Bjärbystein und die Steine von Lerkaka heraus. Eine erste größere Siedlung entstand um 750 n. Chr. bei Köpingsvik im Norden der Insel.
Um 800 n. Chr. gehörte Öland zum Machtgebiet der Sveakönige, hatte aber einen eigenen Rechtsstatus. Im Mittelalter gewann Öland durch seine Lage am Kalmarsund, der eine wichtige Seestraße war, an Bedeutung. Die Entstehung des Marktes Köping als Handelsplatz und der Bau eines Kastells bei Borgholm, das später zu einer großen Burg ausgebaut wurde, zeugen davon.
Öland wurde zwischen 1300 und 1700 in die schwedisch-dänischen Kriege hineingezogen: In den 1360er Jahren, den 1450er Jahren, am Beginn des 16. Jahrhunderts, während des Kalmarkrieges 1611–1613 und nach der Niederlage der schwedischen Flotte an der Südspitze Ölands 1676 im Schonischen Krieg wurde die Insel von dänischen Truppen heimgesucht. 1612 dauerte die Besetzung durch dänische Truppen zehn Monate an. 700 Höfe sollen in dieser Zeit zerstört worden sein. Rynings kors ist ein Steinkreuz, das dieser Zeit zugeordnet wird.
Von 1569 bis zum Jahr 1801 war die gesamte Insel königliches Jagdgebiet. Für die ansässige bäuerliche Bevölkerung bedeutete dies starke Einschnitte. Das Schlagen von Holz oder die Jagd waren verboten. Zum Schutz des königlichen Wildes war das Halten von Hunden zeitweise verboten. Auch Waffen durften nicht geführt werden. Das königliche Wild verursachte jedoch große Schäden auf den Feldern der Bauern. 1850 fand in der Region um Böda im Norden der Insel – das Gebiet blieb auch nach 1801 noch im staatlichen Besitz – der Bödaaufstand statt, der mit Hilfe herbeigeholten Militärs niedergeschlagen wurde.
Die Insel, die seit 1617 zur Provinz Kalmar gehört hatte, wurde 1817 kurzzeitig eine eigene Provinz, aber schon 1824 wurde sie wieder an Kalmar angeschlossen.
Öland war lange eine ausgeprägte Agrarlandschaft. Zwischen 1810 und 1870 stieg die Bevölkerungsanzahl um 60 % auf etwa 38.000 Menschen. Die zum Teil sehr kargen öländischen Böden mussten immer mehr Menschen ernähren. Es wurde versucht, bisher nicht genutzte Böden (wie Malmar) nutzbar zu machen. Viele öländische Moore, so zum Beispiel Skedemosse, wurden trockengelegt, um neue landwirtschaftliche Nutzflächen zu erhalten. Diese Maßnahmen hatten zum Teil sehr negative Auswirkungen auf den Wasserhaushalt der Insel. Auch wurden wie in Österskog Wälder gerodet oder wie in Dröstorp ungünstige Alvarböden bearbeitet. Die trotzdem zunehmende Not der Menschen führte zu einer Arbeitsmigration vor allem nach Deutschland und Dänemark. Nach einer Agrarkrise kam es ab 1880 zu einer erneuten Auswanderungswelle, bei der etwa die Hälfte der Bevölkerung Öland verließ. Das bevorzugte Ziel der Auswanderer war diesmal Amerika. Auch heute weist die Insel sinkende Einwohnerzahlen auf.

## Wirtschaft
Die Einwohnerzahl Ölands ist deutlich zurückgegangen und liegt heute nur etwa bei der Hälfte des Spitzenwerts des 19. Jahrhunderts. Während die Bevölkerungszahl in den entlegeneren Gebieten im Norden und Süden der Insel weiter schrumpft, ist im Gebiet um die Ölandbrücke eine Stagnation und zum Teil Zunahme zu beobachten.
Auch heute ist die Landwirtschaft der wichtigste Erwerbszweig. Etwa 25 % der Inselfläche werden landwirtschaftlich genutzt, wobei sich die Zahl der landwirtschaftlichen Betriebe seit 1960 von 2000 auf 1500 reduziert hat. Auch die Fischereiwirtschaft wird von mehreren kleinen Fischereihäfen aus betrieben.
Die Industrie spielt nur eine untergeordnete Rolle. Die in der Vergangenheit wichtige Kalksteinindustrie auf Öland hat an Bedeutung verloren und ist heute vor allem auf das Gebiet um Sandvik im Norden der Insel konzentriert. Im Süden der Insel ist Degerhamn das industrielle Zentrum. Bereits seit dem 18. Jahrhundert bestand hier ein Alaunwerk. Heute ist eine Zementfabrik ansässig. Weitere Betriebe dienen der Verarbeitung der landwirtschaftlichen Produkte. So gibt es Konserven- und Zuckerfabriken.
Deutlich an Bedeutung gewonnen hat der Tourismus, wobei sich die Saison auf eine kurze Sommersaison von weniger als drei Monaten beschränkt, in der Hunderttausende Touristen, vor allem Schweden, die Insel besuchen. Schon Mitte August schließen viele touristische Angebote. Im Winter findet kaum Tourismus statt.
Auf Öland erscheint seit 1867 die Tageszeitung Ölandsbladet. Neben mehreren überregional arbeitenden Banken ist auf Öland auch die Ölands Bank tätig.

## Verkehr
Die auf der Insel ehemals bestehenden Bahnstrecken wurden stillgelegt. Sie waren in 891-mm-Spur angelegt und hatten Verbindung mit dem Festland über ein Trajekt nach/von Kalmar mit den dortigen Normal- und Schmalspur-Bahnanlagen.
Es gibt gute Busverbindungen direkt vom Bahnhof Kalmar auf die Insel, im Sommer auch Fähren von Kalmar und Oskarshamn, die von Kalmar nur für Fußgänger und Radfahrer.

## Bauwerke

### Windmühlen

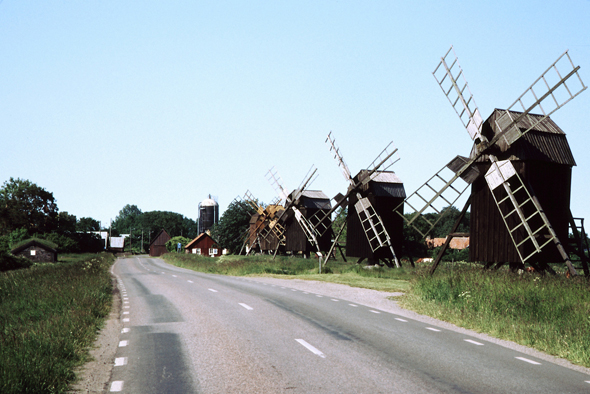
Die fünf Windmühlen von Lerkaka

Charakteristisch für Öland ist die ungewöhnlich große Zahl von Windmühlen. Im 19. Jahrhundert hatte sich der Besitz einer Mühle zum bäuerlichen Statussymbol entwickelt. Die entstandenen Mühlen, überwiegend vom Typ der Bockwindmühle, dienten ausschließlich dem Eigenbedarf des jeweiligen Hofes. Die Zahl der Windmühlen stieg bis auf 2000 an. Auf eine Windmühle kamen statistisch nur etwa 10 bis 20 Einwohner. Im Laufe des 20. Jahrhunderts verloren die Mühlen an Bedeutung und verfielen. Ein großer Teil wurde abgerissen. Etwa 400 sind jedoch erhalten und werden heute bewahrt. Die größte der weitverbreiteten Bockwindmühlen ist der sogenannte Mühlenkönig, die Björnhovda kvarnar östlich von Färjestaden. Weitere bekannte Mühlen sind die Mühlen von Lerkaka, von Störlinge, Sandviks Kvarn, die Mühle von Strandtorp und die Scheuermühle Jordhamn.

### Schlösser und Burgen

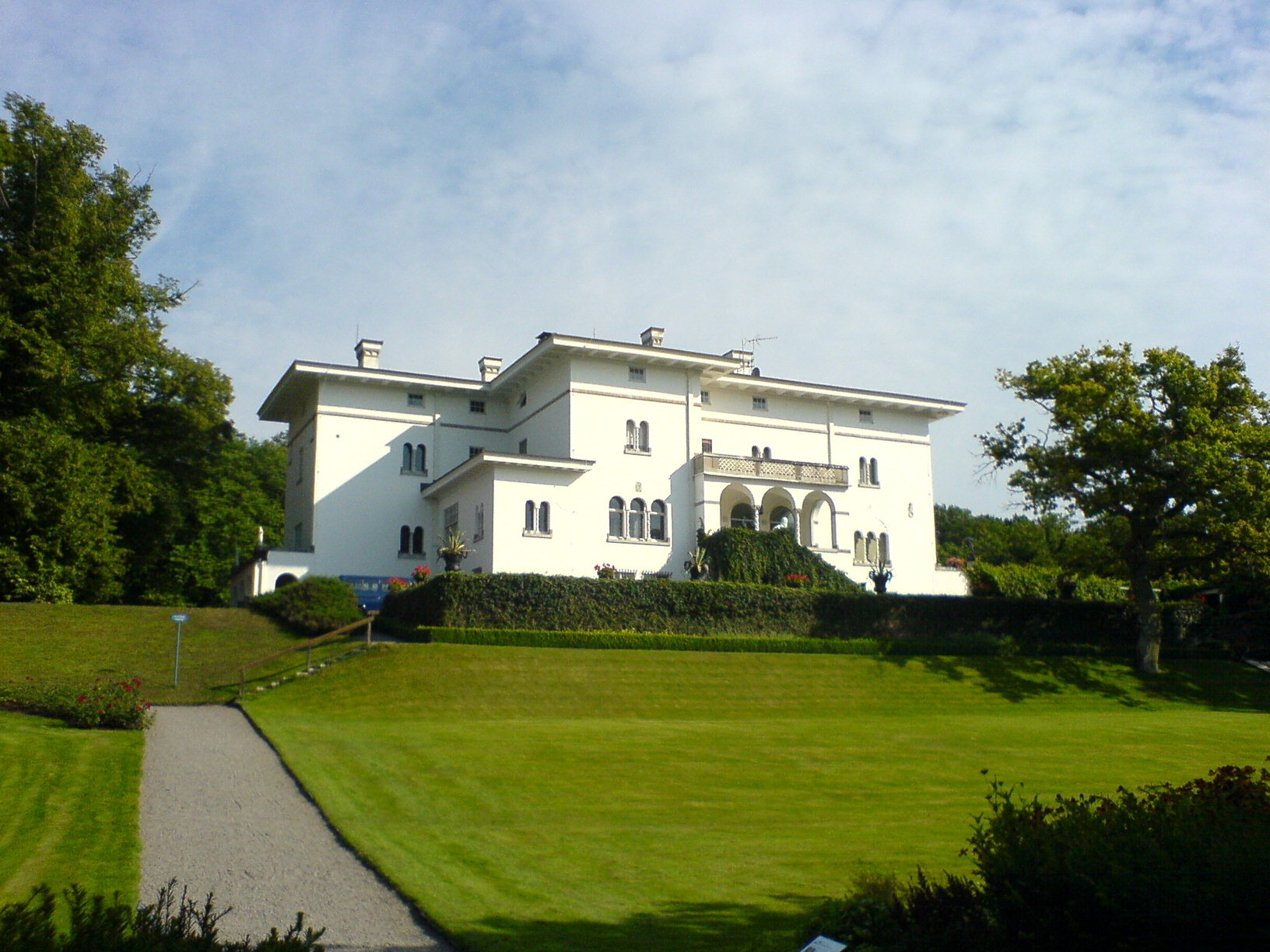
Schloss Solliden

In der Nähe der größten öländischen Stadt, Borgholm, hat die schwedische Königsfamilie ihren Sommerwohnsitz Schloss Solliden. Kronprinzessin Victoria feiert dort jedes Jahr im Juli ihren Geburtstag. Unweit hiervon liegt die Ruine des Schlosses von Borgholm.
Bemerkenswert sind auch die Überreste der prähistorischen Burganlagen Bårby, Gråborg und Ismantorp. Die Burg Eketorp im Süden der Insel wurde rekonstruiert und ist eines der bekanntesten Bauwerke Ölands.

### Kirchen
Auf Öland gibt es heute 35 Kirchengebäude, die teilweise in ihren Ursprüngen auf die Zeit der Romanik zurückgehen und zunächst als Wehrkirchen dienten. Besonders bemerkenswert sind die Kirchen von Gärdslösa, Resmo, Långlöt, Högby, Egby und Föra. Nicht mehr als Kirche in Nutzung ist die Källa ödekyrka. Auch in Borgholm und Köpingsvik befinden sich interessante Kirchenbauwerke. Eine bauliche Besonderheit der Kirchen auf Öland war die Bauform der Sattelkirchen, mit einem Turm an jedem Ende des Kirchenschiffes. Im 19. Jahrhundert wurden diese Kirchen jedoch alle umgebaut. Reste des zweiten Turmes sind noch bei der Kirche von Resmo zu finden.

### Museen
Auf Öland bestehen diverse kleinere Museen, die jedoch überwiegend nur in der Sommersaison geöffnet sind. Neben der Burg Eketorp dürfte das Öland-Museum in Himmelsberga das bekannteste sein. Im Freilichtmuseum von Himmelsberga wird die traditionelle bäuerliche Kultur der Insel präsentiert. In Himmelsberga ist eines der für Öland typischen Reihendörfer erhalten geblieben. Weitere Museen sind zum Beispiel das Stadtmuseum Borgholm, das Museum von Skedemosse, in welchem die Geschichte der Goldfunde von Skedemosse präsentiert wird, und die Linbasta von Lerkaka, in welcher die Tradition der öländischen Leinenherstellung dargestellt wird.
Im Nordosten der Insel fährt die Museumsbahn Böda Skogsjärnväg.

### Leuchttürme

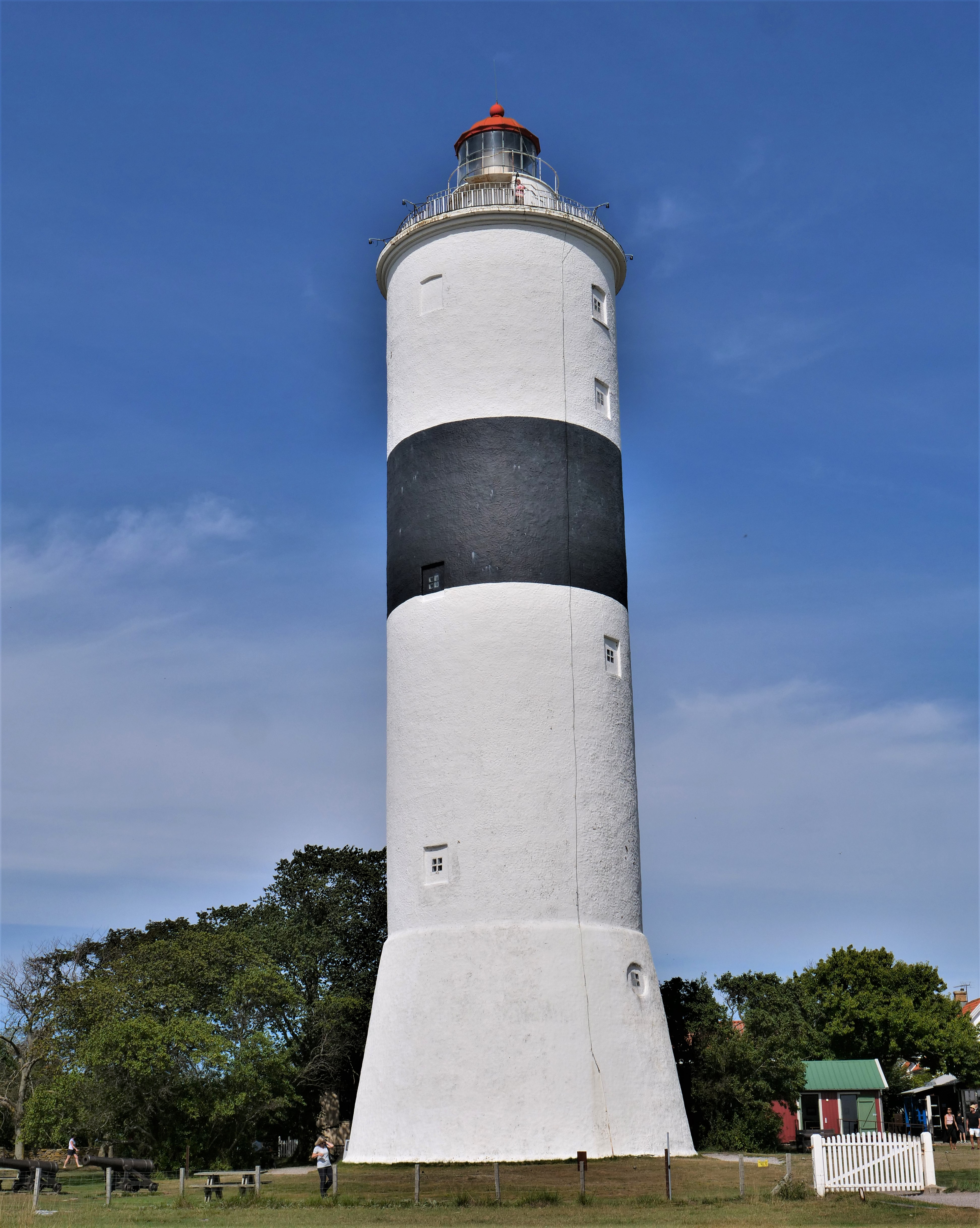
Leuchtturm Långe Jan

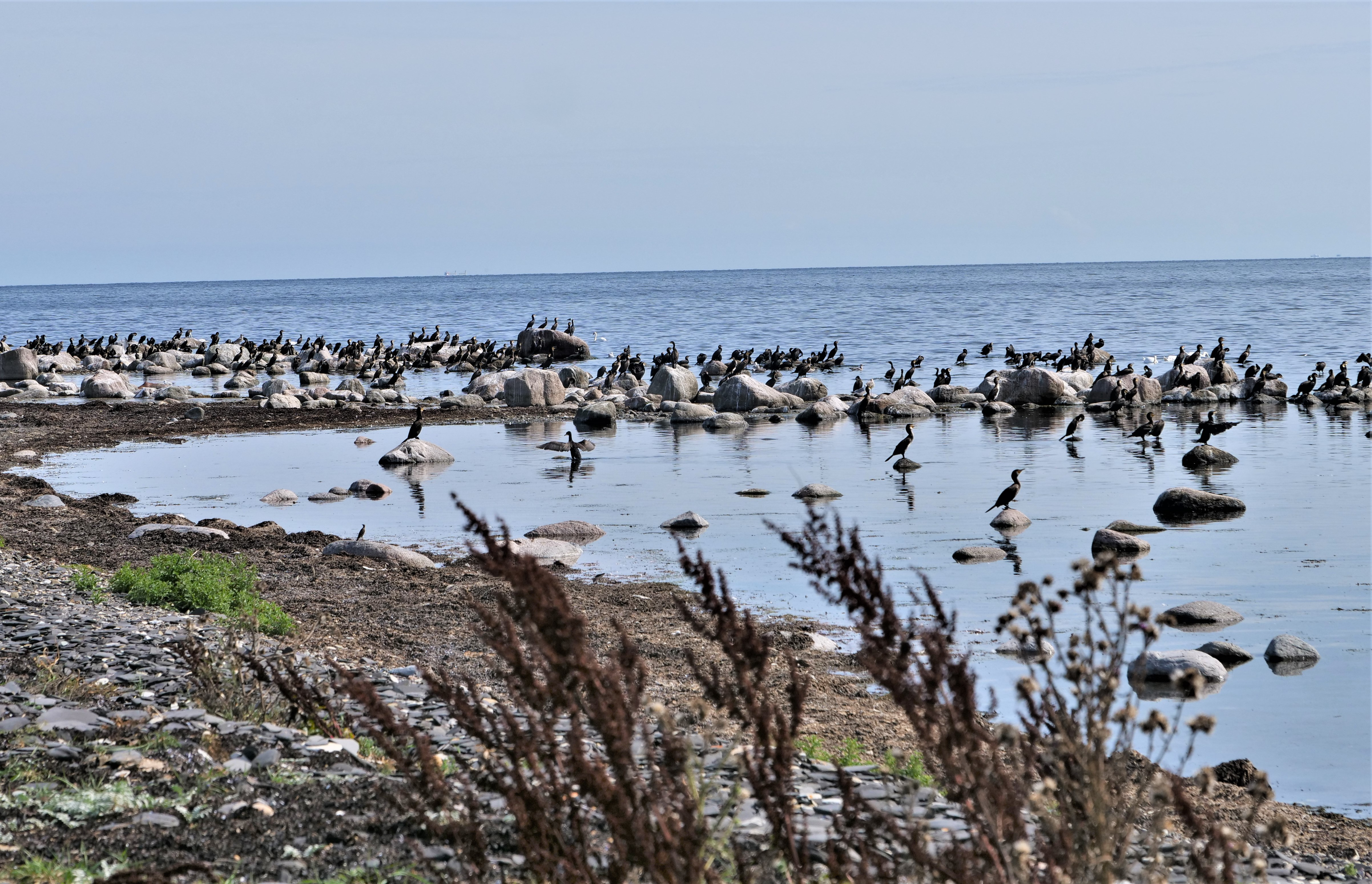
Naturschutzgebiet an der Südspitze Ölands

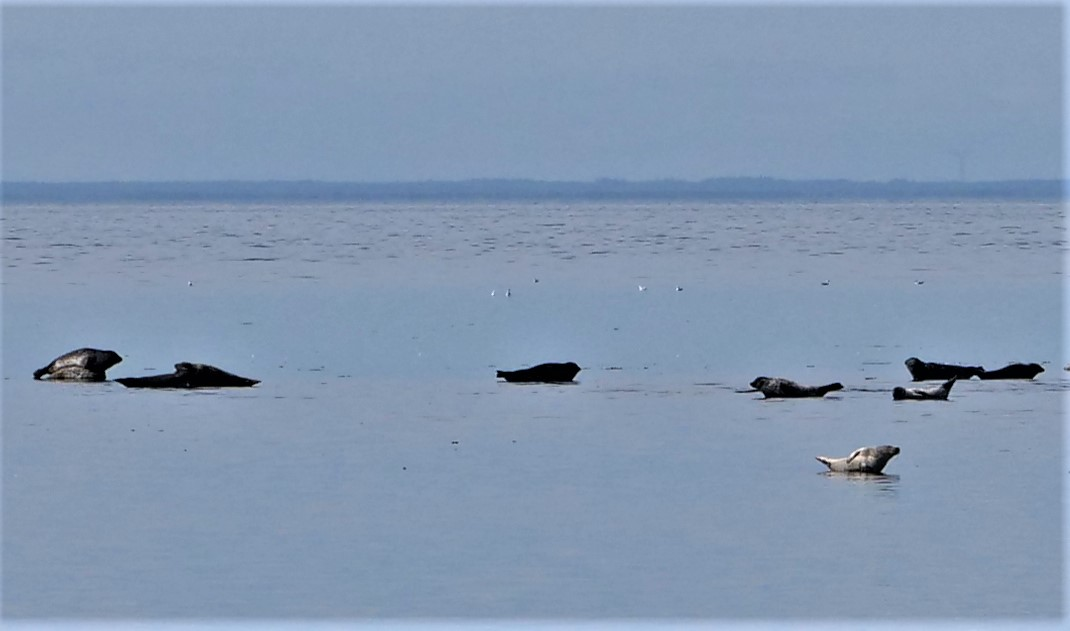
Robbenkolonie vor Ölands Südspitze

Als Wahrzeichen Ölands gelten die an Nord- und Südspitze errichteten Leuchttürme Långe Erik und Långe Jan, die im Sommer öffentlich zugänglich sind. Weitere öländische Leuchttürme sind Kapelluddens fyr und Högby fyr an der Ostküste sowie die Leuchtfeuer Skeppsstäv und Ispeudde an der Westküste.

### Freizeiteinrichtungen
Größte und überregional bekannte Freizeitanlage ist der 1974 gegründete Tier- und Vergnügungspark Ölands Djur & Nöjespark nördlich Färjestaden in der Nähe der Ölandbrücke. Im Park sind ein klassischer Vergnügungspark, ein Spaßbad und ein Zoo vereint.

## Natur

### Überblick
Auf Öland gibt es unterschiedlichste Naturräume. Das steppenartige und zusammen mit der angrenzenden Bauernlandschaft als Agrarlandschaft Südölands zum UNESCO-Welterbe erklärte Stora Alvaret nimmt den gesamten inneren Teil im Süden der Insel ein. Dieses Alvar ist Lebensraum für eine vielfältige, den schwierigen Lebensbedingungen angepasste Flora und Fauna. Bestimmte Pflanzen wie das Öland-Sonnenröschen kommen nur hier vor. Die im Alvar gelegenen Alvarseen und Vätar sind Anziehungspunkt für eine artenreiche Vogelwelt. Weitere Vogelschutzgebiete bestehen an bestimmten Küstenabschnitten Ölands, so an der Südspitze im Naturreservat Ottenby, wo sich auch eine Forschungsstation für Ornithologie befindet, und an der Westküste in Beijershamn.
Nördlich des Alvargebiets erstreckt sich mit dem Mittlandsskogen ein ausgedehntes Waldgebiet. Auch die Nordspitze der Insel ist bewaldet. Mit dem Ökopark Böda besteht hier ein besonderes Schutzgebiet. In diesem Park befindet sich auch der Thujawald mit großen alten Exemplaren. Aufgrund des für Schweden ungewöhnlichen Bodens (fossile Bergarten) finden sich in der Pflanzenwelt Ölands viele außergewöhnliche Blumen. Hervorzuheben sind 34 Orchideenarten, insbesondere der Gattung Knabenkraut.
Besonderheiten bestehen mit den Rauken von Byrum und Neptuns-Feldern an den Küsten der Insel.

### Feuchtgebiete
Öland verfügt über eine Vielzahl von Feuchtgebieten. Bei einer Bestandsaufnahme im Jahr 1993 wurden 410 Feuchtgebiete mit einer Fläche von jeweils mindestens zwei Hektar gezählt. Ursprünglich war die Zahl der Feuchtgebiete noch deutlich größer. Seit dem 17. Jahrhundert erfolgten jedoch vielfältige Bemühungen, die Moore trockenzulegen, um so neue landwirtschaftliche Flächen zu gewinnen. Etwa die Hälfte der öländischen Feuchtgebiete ging so verloren, mit zum Teil erheblichen Folgen für die Ökologie und den Wasserhaushalt der Insel. Der erhoffte Nutzen für die Landwirtschaft blieb jedoch häufig aus oder währte nur kurz. So wurde der Inhalt des freigelegten Torfs durch Kontakt mit Sauerstoff schnell abgebaut. Zusätzlich trat Winderosion auf. Durch die Begradigung der Wasserläufe floss das Wasser schneller ab, der Grundwasserspiegel sank. Viele Brunnen versiegten. Die verschwundenen Moore fehlten als natürliche Wasserspeicher. In der zweiten Hälfte des 20. Jahrhunderts begann man mit Arbeiten zur Renaturierung von Feuchtgebieten.
In den öländischen Feuchtgebieten treten Pflanzen wie Mehlprimel, Sumpfherzblatt, Strauchfingerkraut, Binsenschneide, Sumpfstendelwurz, Fleischrotes Knabenkraut, Einknolle, Glanzstendel, Moor-Blaugras, Pfeifengras, Steife Segge, Rostrotes Kopfried und Fliegenragwurz auf. In der Fauna sind vor allem Vögel wie Schafstelze, Kampfläufer, Alpenstrandläufer, Wiesenweihe, Bekassine, Uferschnepfe, Rotschenkel, Rohrweihe, Knäkente, Ohrentaucher und Trauerseeschwalbe zu beobachten. Skabiosen-Scheckenfalter, Kammmolch und Springfrosch sind auch in den Mooren beheimatet.

## Landschaftssymbole
Als Landschaftssymbole gelten das Öland-Sonnenröschen, der Sprosser und die Flunder. Ein weiteres Symbol Ölands ist die ausgestorbene Nutztierrasse des Ölandpferdes, dessen Nachzüchtung versucht wird.

## Persönlichkeiten
- Béatrice du Vinage (1911–1993), deutsch-schwedische Malerin, Grafikerin, Fotografin und Journalistin